# Annikvere oja
Annikvere oja är ett vattendrag i Estland.   Det ligger i landskapet Lääne-Virumaa, i den centrala delen av landet, 80 km öster om huvudstaden Tallinn.